# De Achterkant van het Gelijk
De Achterkant van het Gelijk is een televisieprogramma van de VARA dat achtereenvolgens werd uitgezonden van 1980 tot en met 1983, van 1995 tot en met 1997, in de jaren 2000, 2002 en 2004 en eenmalig in 2014. Vanaf 23 maart 2021 presenteert Alexander Pechtold een nieuwe, zesdelige serie van het programma.

## Beschrijving
Samen met Hans van Mierlo, Ton Robbers en Bep Vochtelo ontwikkelde Marcel van Dam het socratische ondervragingsprogramma "De Achterkant van het Gelijk". Het format was ontleend aan de Ford Foundation. Het programma van een uur werd gepresenteerd door Van Dam en werd aanvankelijk op zondagavond uitgezonden. Het programma werd opgenomen op locatie. Zo vormde meerdere malen het stadhuis van Weesp het decor van de uitzending. De gasten zaten aan een hoefijzervormige vergadertafel. Marcel van Dam stond aan de open zijde en liep van gast naar gast. Aan de gasten, afkomstig uit diverse maatschappelijke sectoren zoals de wetenschap, de gezondheidszorg, het leger, het onderwijs, de politiek en de ondernemerswereld, werd een aantal vragen gesteld over belangrijke thema's en dilemma's op hun vakgebied. Van Dam dwong hen door zijn vraagstelling openheid van zaken te geven over hun handel en wandel. "Autoriteiten moesten met de billen bloot over fundamentele kwesties uit hun bestaan". Hij probeerde er op deze manier achter te komen of en hoe zijn gesprekspartners zich in hun handelen lieten leiden door ethische principes.